# Ludwig Steil

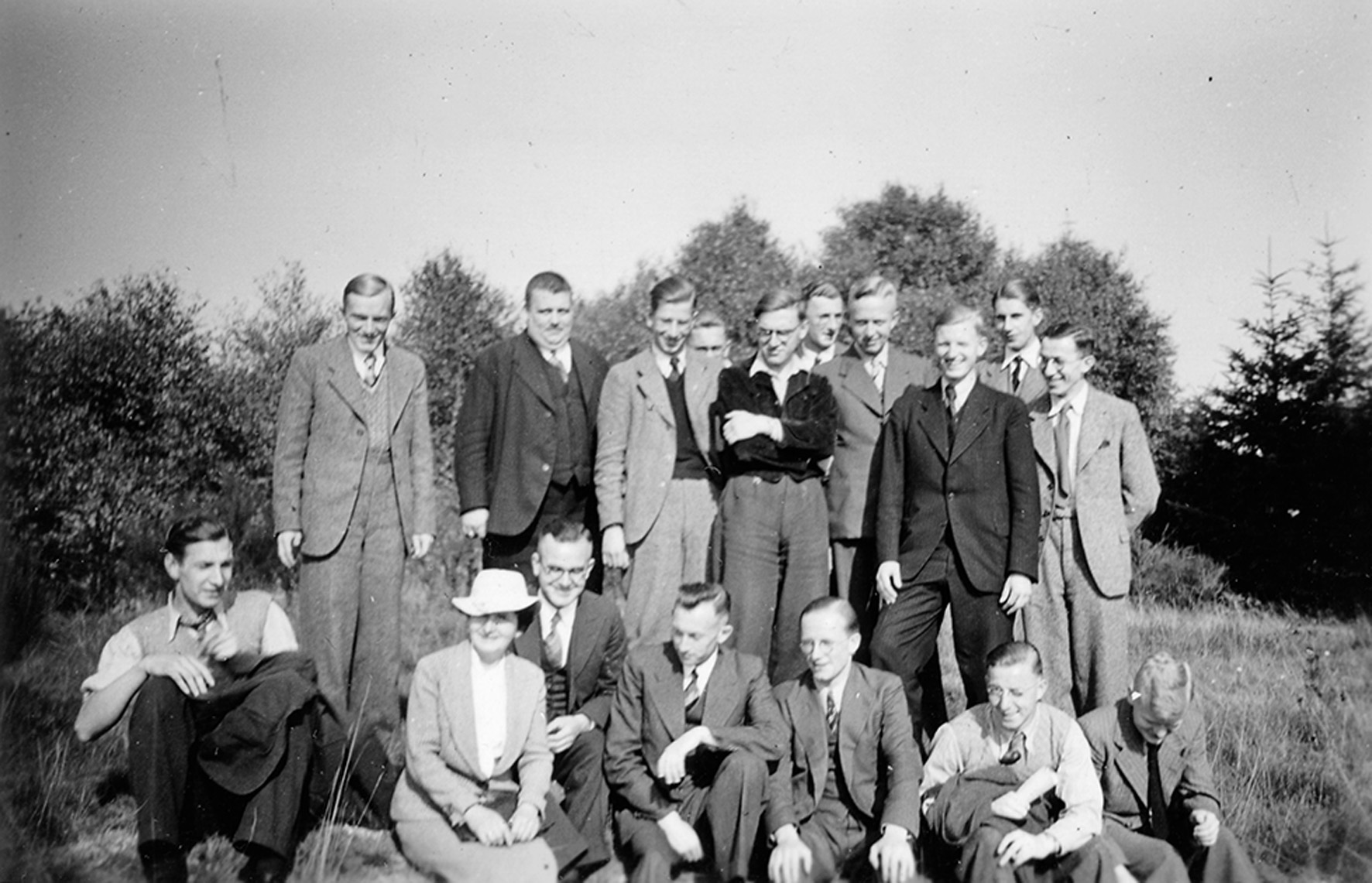
Ludwig Steil (hintere Reihe, 2. v. l.) bei einer Freizeit in Kleve der Kirchlichen Hochschule der Bekennenden Kirche in Elberfeld

Ludwig Steil (* 29. Oktober 1900 in Lüttringhausen, Rheinprovinz; † 17. Januar 1945 im Konzentrationslager Dachau) war ein evangelischer Pfarrer und Märtyrer der Bekennenden Kirche.

## Leben

### 1900 bis 1933
Ludwig Steil wuchs als achtes Kind des Pfarrers Carl Friedrich Steil (1854–1930) und seiner Frau Lydia, geborene Haardt (1866–1935), einer Pfarrerstochter aus Essen, mit fünf Brüdern und fünf Schwestern in Lüttringhausen auf. Die Familie bewohnte eine Dienstwohnung im Verwaltungsgebäude der Heil- und Pflegeanstalt Tannenhof, deren geistlicher Vorsteher Carl Friedrich Steil war. Die Kinder, auch die Töchter, wurden angehalten, einen ihren Neigungen entsprechenden Beruf zu ergreifen. Im Lesen, Schreiben und Rechnen wurden sie zunächst von ihrer Mutter unterrichtet, später von einer Hauslehrerin, weil die nächsten weiterführenden Schulen zu weit entfernt lagen. Als die älteste Schwester das Lehrerinnenseminar abgeschlossen hatte, übernahm sie den Unterricht, der ältere Bruder Wilhelm die Fächer Latein und Mathematik. Von der Obertertia bis zum Abitur im Frühjahr 1918 besuchte Ludwig Steil das Gymnasium in Barmen.
Steil studierte ab 1918 evangelische Theologie, zunächst in Bonn, ab Jahresbeginn 1919 in Münster, 1920 in Berlin, danach in Tübingen und Utrecht. Zu seinen Lehrern zählten Georg Grützmacher in Münster und Adolf Schlatter in Tübingen. Während seiner Studentenzeit engagierte er sich in leitender Funktion in der von der Erweckungsbewegung geprägten Deutschen Christlichen Studentenvereinigung. Nach seinem Studium legte Steil 1924 in Koblenz sein erstes theologisches Examen ab. 1925/26 war er Vikar im Predigerseminar in Wittenberg und nach seinem zweiten theologischen Examen 1926 Studieninspektor am Predigerseminar in Preetz (Holstein), wo er seine spätere erste Ehefrau Elisabeth Klara Egen (1907–1931) kennenlernte. 1927 war er Hilfsprediger in Lüttringhausen, 1928/29 Pfarrstellenverwalter in Barmen-Gemarke und seit Juni 1929 Gemeindepfarrer in Holsterhausen. Im Mai 1929 heirateten Ludwig Steil und Elisabeth. 1931 starb seine Frau mit 24 Jahren einige Monate nach der Totgeburt der gemeinsamen Tochter. Im Herbst 1932 lernte Steil Auguste Dorothea Charlotte („Gusti“) Ederhof (1900–1984) kennen, die als Vikarin in der orthopädischen Heil- und Pflegeanstalt Volmarstein tätig war – eine der ersten Theologinnen der westfälischen Provinzialkirche. Im November 1933 heirateten Steil und Gusti, 1936 wurde ihre Tochter Brigitte geboren.

### 1933 bis 1945
Zu Beginn des Kirchenkampfs schrieb Steil in einem Rundbrief: „Es gibt nur eine Grenze für den Totalitätsanspruch des Staates, das ist die Kirche des Wortes“. Die Auseinandersetzung mit den „Deutschen Christen“, die im August 1932 eine Ortsgruppe in Holsterhausen gegründet hatten, machte ihn durch sein oppositionelles Engagement auch überregional bekannt. Im September 1933 trat er dem von Pfarrer Martin Niemöller 1933 mitgegründeten Pfarrernotbund bei. Zusammen mit Hans Ehrenberg (1883–1958) formulierte Steil im Mai 1933 das „Bochumer Bekenntnis“, das sich gegen die nationalsozialistische Ideologie aussprach und ein Bekenntnis zu den jüdischen Wurzeln des Christentums enthielt. Es wurde von über 100 westfälischen Pfarrern unterzeichnet. Als eine der bedeutendsten westfälischen Persönlichkeiten der Bekennenden Kirche wirkte Steil nicht nur im Kirchenkreis Herne, sondern auch auf der Ebene der westfälischen Provinzialkirche. Als am 16. März 1934 in Dortmund die westfälische „Bekenntnissynode“ zusammentrat, hielt Steil den Einführungsvortrag. In der Zeit von 1934 bis 1936 war er als Mitglied des westfälischen Bruderrates an den Bekenntnissynoden in Barmen, Berlin-Dahlem, Augsburg und Bad Oeynhausen beteiligt. Unter Präses Karl Koch (1876–1951) gehörte er zur geistlichen Leitung der westfälischen Bekennenden Kirche.
Gusti Steil vertrat ihren Mann während dessen Dienstreisen im Auftrag der Bekennenden Kirche häufig in seiner Gemeinde und übernahm später auch während seines Gefängnisaufenthalts die pastoralen Dienste.
Bereits seit 1934 hatte Steil aufgrund seiner Ablehnung des Nationalsozialismus und der ideologischen Position Alfred Rosenbergs unter Repressions- und Einschüchterungsmaßnahmen zu leiden. So wurde er mindestens 15-mal durch polizeiliche Vorladungsschreiben auf Polizeipräsidien oder zur Gestapo bestellt. Allein 1938 liefen beim Sondergericht in Dortmund fünf Verfahren gegen Steil mit der Anklage „heimtückische Angriffe auf Staat und Partei“. Er wurde überwacht und seine Predigten bespitzelt. Vom 10. bis 16. Juli 1944 hielt er für die Herner Kirchengemeinde eine „Vortragsreihe für Angefochtene“. Im Anschluss an einen dieser Vorträge zum Thema „Schweigt Gott im Krieg“ wurde er am 11. September 1944 von der Gestapo verhaftet und in die Dortmunder Steinwache gebracht. Im Oktober wurde er ins Polizeigefängnis nach Herne verlegt, da die Steinwache durch Bombenangriffe schwer beschädigt worden war, und am 5. Dezember 1944 ins Konzentrationslager Dachau deportiert, das er nach einer dreiwöchigen Tortur am 23. Dezember 1944 erschöpft und krank erreichte. Dennoch hielt er in der Aufnahmebaracke die Weihnachtspredigt. Im Lager erkrankte er Anfang Januar an Typhus und einer Lungenentzündung. Am 17. Januar 1945 starb der Seelsorger in einer Krankenbaracke des KZ Dachau.

## Würdigung
2016 fand mit Ein Pfarrer im Widerstand eine Ausstellung zu Ludwig Steil im VHS-Foyer im Kulturzentrum Herne, Willi-Pohlmann-Platz, statt, die nach Ende April 2016 als Wanderausstellung auch außerhalb Hernes gezeigt wurde.
Im November 2022 erinnerte die Ausstellung Märtyrer – christliche Gewaltopfer der NS-Zeit des Landtags NRW an ihn und weitere christliche Widerstandskämpfer.
Die Evangelische Kirche in Deutschland erinnert mit einem Gedenktag im Evangelischen Namenkalender am 18. Januar an Ludwig Steil.
In Bochum, Herne, Bielefeld und Lüttringhausen sind Straßen und Plätze nach Ludwig Steil benannt. Nach ihm wurden verschiedene Einrichtungen benannt, unter anderem
- das Ludwig-Steil-Haus (evangelisches Gemeindezentrum) in Wattenscheid
- das Ludwig-Steil-Haus (Gemeindehaus, Jugendzentrum und Bürgerzentrum) in Werne (Bochum)
- das Ludwig-Steil-Haus (soziotherapeutisches Wohnhaus) in Dortmund
- das Ludwig-Steil-Haus (evangelisches Gemeindezentrum) in Ennepetal
- der Ludwig-Steil-Hof (diakonische Einrichtung) in Espelkamp
- das Ludwig-Steil-Haus (Pflegeheim) in Herne-Eickel
- das Ludwig-Steil-Forum in Herne-Mitte
- ein Gebäude der Evangelischen Stiftung Tannenhof in Lüttringhausen
- das Ludwig-Steil-Haus (evangelisches Gemeindezentrum) in Menden
- das Ludwig-Steil-Haus (evangelisches Gemeindehaus) in Münster

## Schriften
- Ein vollendetes Leben, Schriften-Missions-Verlag 1947
- Das hohepriesterliche Gebet, Schriften-Missions-Verlag 1954